# Croix de Brogard
La croix de Brogard (du Breton : la colline du cairn) ou calvaire de Fourbihan (du Breton : le petit four) est une croix monumentale située sur la commune de La Turballe, dans le département français de la Loire-Atlantique. Elle est inscrite au titre des monuments historiques en 1925.

## Présentation
La croix de Brogard est le plus bel exemple des croix que compte la commune de La Turballe. Elle rappelle le style des enclos paroissiaux du Finistère. Endommagée par une tempête en 1899, la croix est restaurée par les habitants des quartiers de Brogard et de Fourbihan. La place du Poulloué, au pied de laquelle le monument est érigé, est de nos jours aménagée en parking. Elle était jadis un « grand bouillon », mare où les femmes venaient laver le linge.

### Description
La croix se présente comme une croix de pierre surmontée de deux rampants et montée sur pied à forme d'un fût cylindrique bosselé imitant un tronc d'arbre.

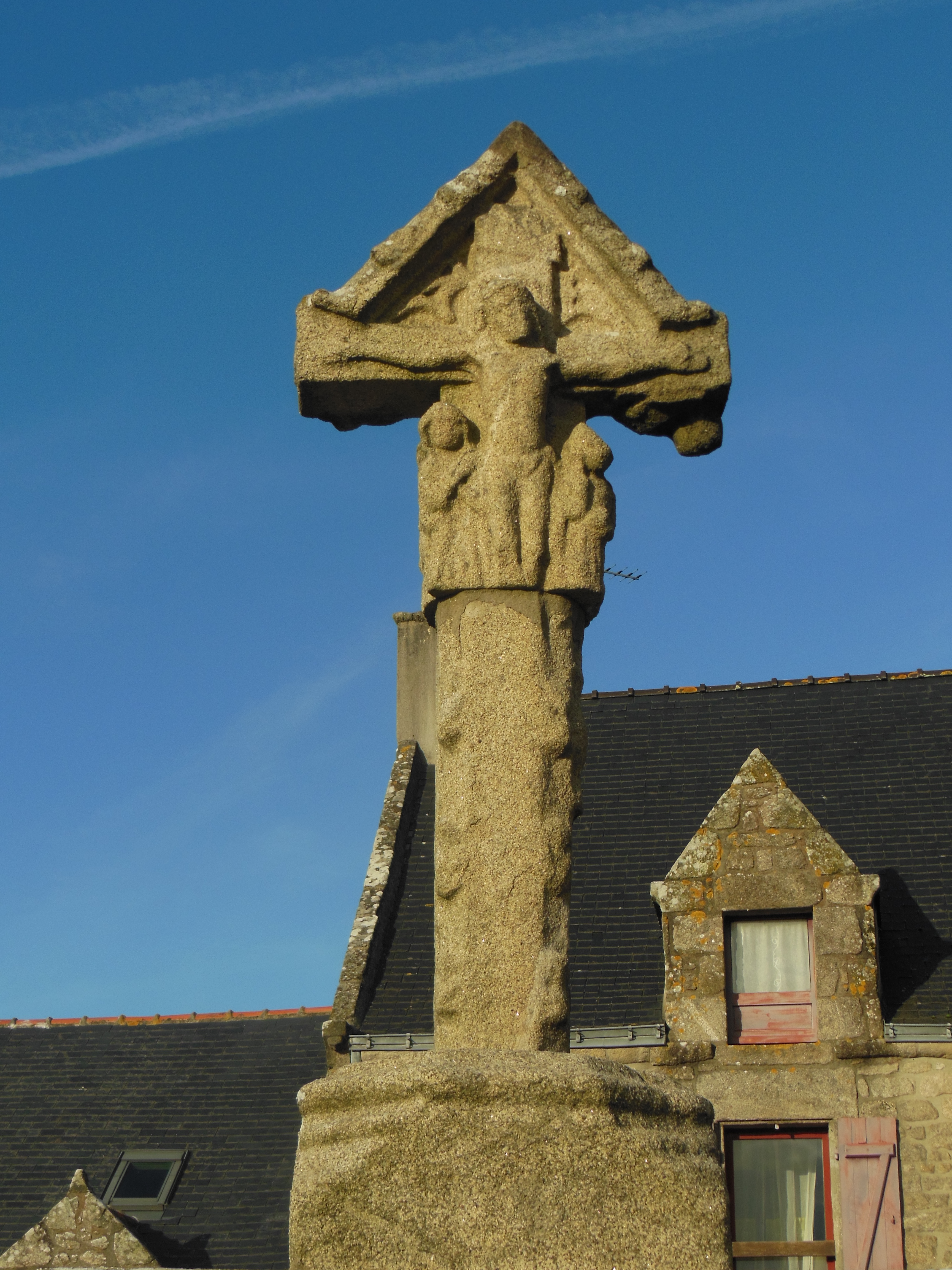
Représentation du Christ en croix
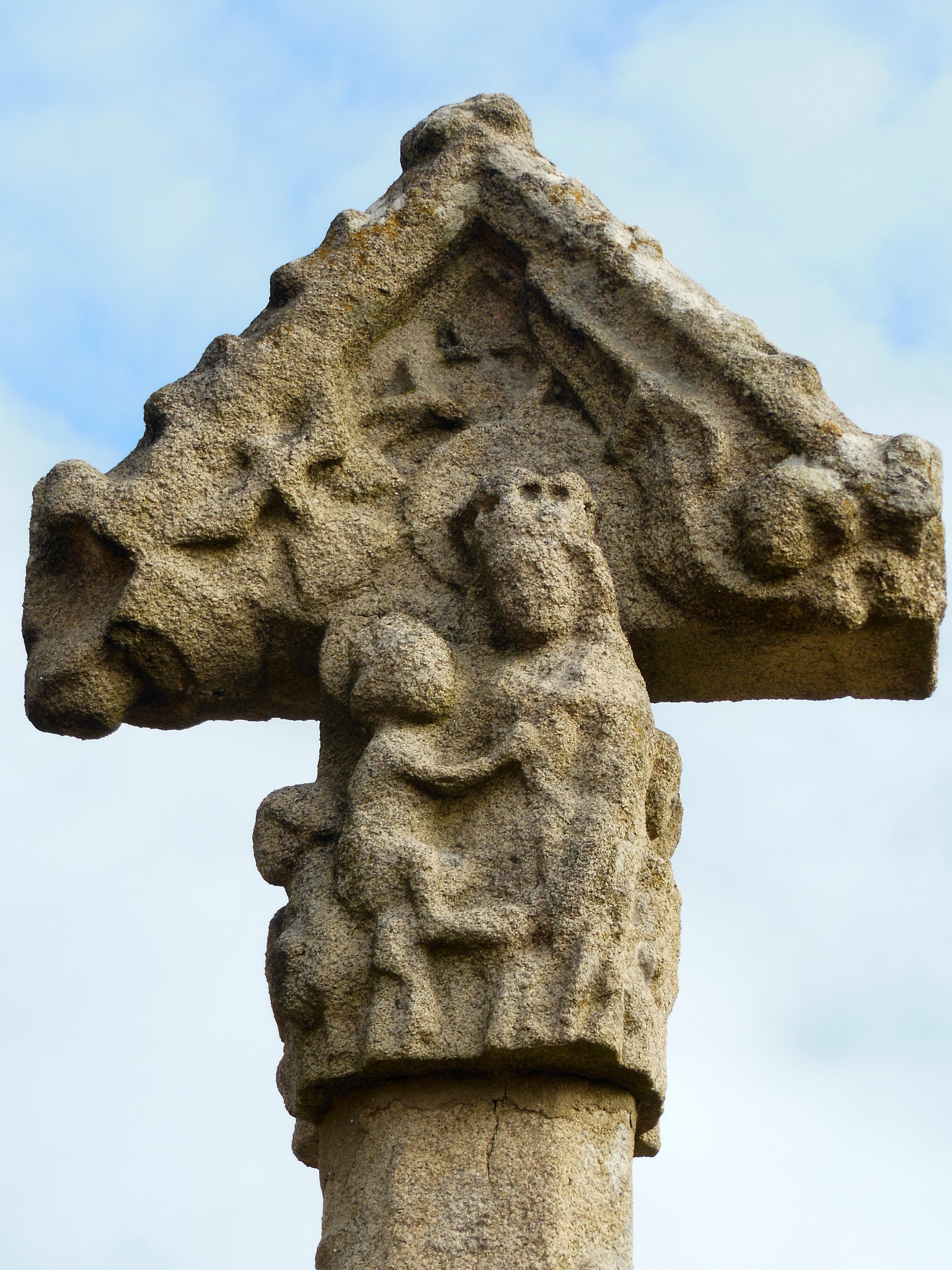
La Vierge à l'Enfant

### Citation
Elle est citée en ces termes dans le recueil Croix et calvaires de Bretagne (1949) : « La Loire-Inférieure possède une belle croix qui peut se classer dans la catégorie des croix ordinaires avec figures groupées autour du Christ, c'est la croix de Fourbihan, en Trescalan, près de La Turballe (XVIe siècle). Le Christ aux bras tendus horizontalement sur la traverse est abrité sous un dais en fronton soutenu par des accolades. À ses pieds se trouvent les deux figures classiques - la Vierge et Marie-Madeleine, tandis qu'au revers est installée une Vierge tenant l'Enfant Jésus, latéralement sont représentés saint Laurent et son gril, saint Etienne tenant une palme ».

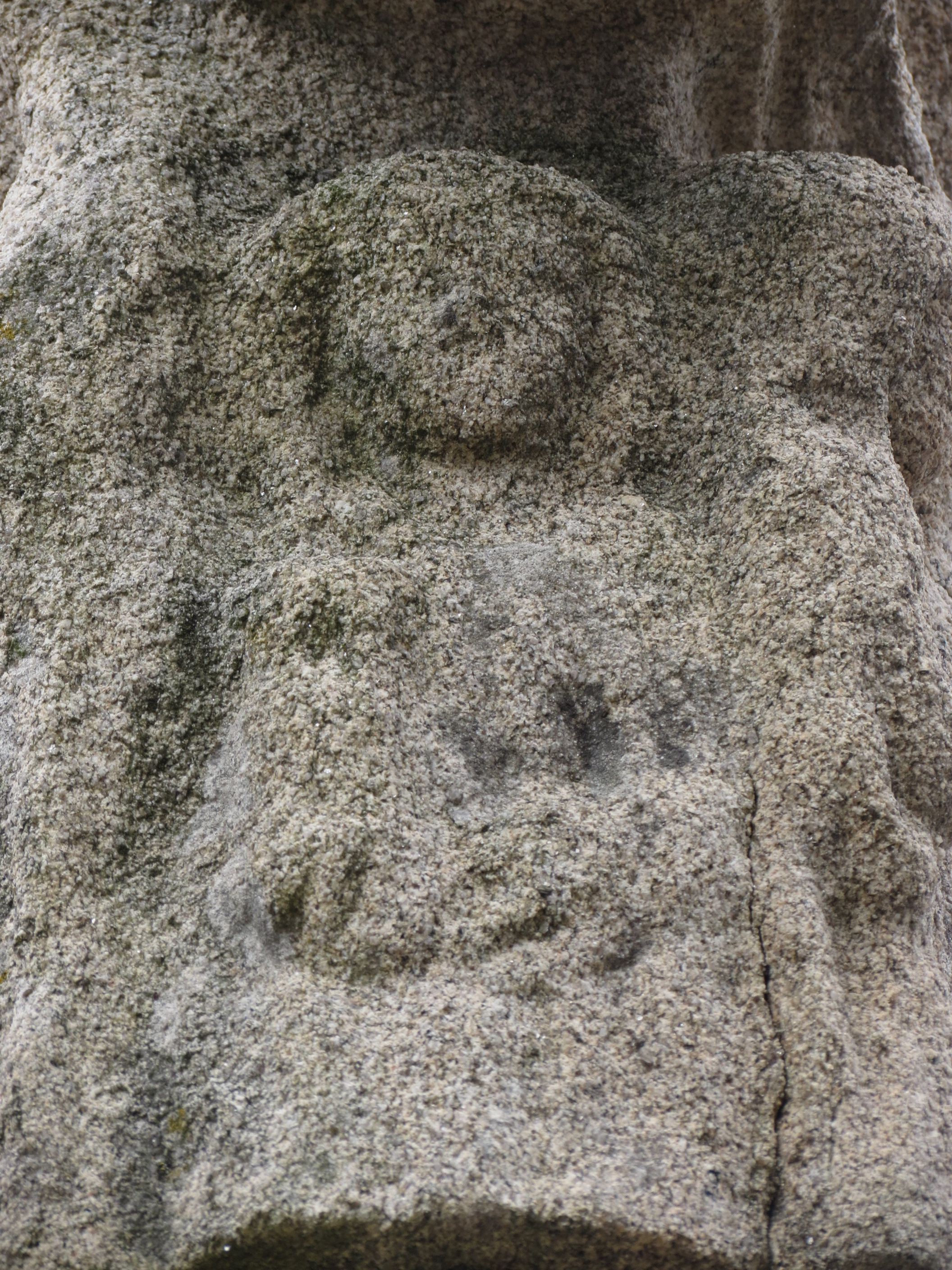
Saint Étienne
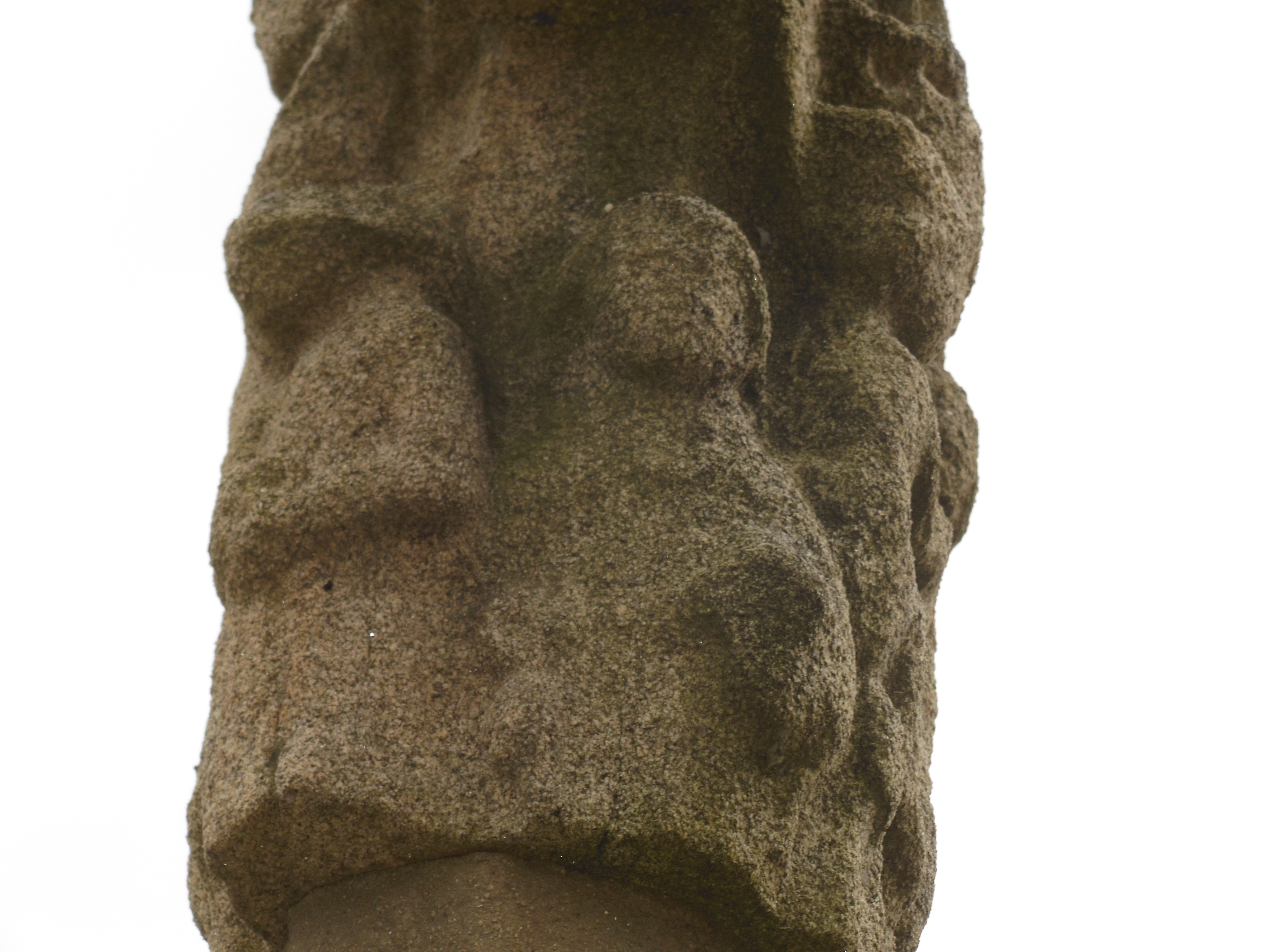
Saint Laurent

### Représentation
La croix est représentée sur le tableau du peintre Auguste Bellanger (1862-1933) réalisé en 1902 et intitulé Convoi mortuaire à Trescalan, appartenant aux collections du Musée des marais salants à Batz-sur-Mer.

## Autres croix
Le quartier de Trescalan, érigé en paroisse dès le 20 octobre 1847 et préfigurant la future commune de La Turballe, créée par partition du territoire de Guérande le 17 mai 1865, compte à lui seul 60 % des croix monumentales de la commune. Celles-ci sont généralement implantées aux carrefours des routes ou près des manoirs et des églises. On peut distinguer les croix selon leur nature :
- croix de mission ;
- croix de chemin ;
- croix de carrefour ;
- croix de cimetière.

### Inventaire
La Turballe conserve les croix monumentales suivantes :
| Monument                                      | Commune     | Adresse                                                              | Coordonnées                        | Notice             | Date      | Illustration |
| --------------------------------------------- | ----------- | -------------------------------------------------------------------- | ---------------------------------- | ------------------ | --------- | --- |
| Croix Brandu                                  | La Turballe | chemin des Landes/ chemin de Brandu                                  | 47° 21′ 43″ nord, 2° 31′ 11″ ouest |                    | 1625      | Croix Brandu |
| Ancienne croix du cimetière de Trescalan      | La Turballe | chemin du clos des chênes/ chemin de Brandu                          | 47° 21′ 39″ nord, 2° 30′ 55″ ouest | croix de cimetière |           | Ancienne croix du cimetière de Trescalan                                                                        |
| Croix Michaud (dite Croix de la Grande-Douve) | La Turballe | rond-point de l'Europe/ boulevard de la Fraternité/ rue des Frégates | 47° 20′ 49″ nord, 2° 30′ 11″ ouest | croix de mission   | 1818      | Croix Michaud (dite Croix de la Grande-Douve)                                                                   |
| Croix de Trescalan                            | La Turballe | 1 rue du Grand Chemin                                                | 47° 20′ 41″ nord, 2° 29′ 00″ ouest | croix de rogations | 1824      | Croix de Trescalan                                                                                              |
| Croix de Tréméac                              | La Turballe | rue de la Frégate/ rue de Canvel                                     | 47° 21′ 02″ nord, 2° 29′ 52″ ouest | croix de mission   | 1838      | Croix de Tréméac                                                                                                |
| Croix du Manoir - Croix du Château d'eau      | La Turballe | rue du Manoir/ rue des Grandes Perrières                             | 47° 20′ 57″ nord, 2° 29′ 14″ ouest | croix de rogations | 1842      | Croix du Manoir - Croix du Château d'eau                                                                        |
| Croix de Trévéré                              | La Turballe | Les quatre routes/ rue des Grandes Perrières/ rue du Moulin          | 47° 21′ 11″ nord, 2° 29′ 25″ ouest | croix de rogations | 1843      | Croix de Trévéré                                                                                                |
| Croix de Nely                                 | La Turballe | boulevard de Lauvergnac                                              | 47° 21′ 38″ nord, 2° 30′ 19″ ouest | croix de mission   | 1860-1870 | Croix de Nely                                                                                                   |
| Croix du Requer                               | La Turballe | 78 rue du Requer                                                     | 47° 20′ 32″ nord, 2° 29′ 54″ ouest |                    | 1885      | Croix du RequerA ne pas confondre avec a Croix du Requer du village voisin de Clis, dans la commune de Guérande |
| Croix du Cimetière (intérieur)                | La Turballe | Intérieur du cimetière de Trescalan                                  | 47° 20′ 56″ nord, 2° 29′ 21″ ouest |                    | 1905      | Croix du Cimetière (intérieur)                                                                                  |
| Croix du Cimetière (extérieur)                | La Turballe | place de l'église/ entrée du cimetière de Trescalan                  | 47° 20′ 55″ nord, 2° 29′ 22″ ouest |                    | 1935      | Croix du Cimetière (extérieur)                                                                                  |
| Crucifix quai Saint-Jacques                   | La Turballe | quai Saint-Jacques/ rue du Croisic                                   | 47° 20′ 42″ nord, 2° 30′ 31″ ouest | croix de mission   |           | Crucifix quai Saint-Jacques                                                                                     |
| Croix du monument aux morts                   | La Turballe | Place de l'église (Notre-Dame-de-la-Nativité)                        | 47° 20′ 54″ nord, 2° 29′ 24″ ouest |                    |           | Croix du monument aux morts                                                                                     |
| Croix de Coispéan                             | La Turballe | place du village de Coispéan/ 58 route Coët Bihan                    | 47° 21′ 55″ nord, 2° 28′ 01″ ouest | croix de mission   | 1950      | Croix de Coispéan                                                                                               |